# François Viguier
François Marie Recco dit François Viguier, né le 26 mars 1885 à Mustapha (Algérie) et mort le 28 juin 1946 à Paris 20e, est un acteur français.

## Filmographie
- 1923 : L'Insigne mystérieux de Henri Desfontaines - Boudier
- 1923 : Nêne de Jacques de Baroncelli - Boisseriot
- 1924 : Le Cousin Pons de Jacques Robert - Cibot
- 1924 : L'Affiche de Jean Epstein
- 1924 : La Closerie des genêts d'André Liabel - Pornic
- 1924 : Le Lion des Mogols de Jean Epstein - Le grand Khan
- 1925 : Les Aventures de Robert Macaire de Jean Epstein - Le baron de Cassignol
- 1925 : Le Château de la mort lente d'Émile-Bernard Donatien - Le médecin
- 1925 : Fanfan la Tulipe de René Leprince - film tourné en 8 chapitres -
- 1925 : Jack de Robert Saidreau - Emile Garander
- 1925 : La Justicière de Maurice Gleize et Maurice de Marsan - Nathan Schamyl
- 1927 : Feu ! de Jacques de Baroncelli - Le maître d'hôtel
- 1927 : Napoléon vu par Abel Gance d'Abel Gance - Georges Couthon
- 1927 : La Merveilleuse Vie de Jeanne d'Arc, fille de Lorraine de Marco de Gastyne - Frère Pasquarel, le chapelain
- 1928 : Balançoires de Noël Renard - Le fakir
- 1928 : La Divine Croisière de Julien Duvivier
- 1928 : Une java de Jean de Size - Le détective
- 1929 : Parce que je t'aime de Grantham Hayes - Raillard de Massonneau
- 1929 : La Vie miraculeuse de Thérèse Martin de Julien Duvivier - Satan
- 1930 : Cendrillon de Paris de Jean Hémard
- 1930 : Les Deux Mondes de Ewald André Dupont - Mendel
- 1930 : Hai-Tang de Richard Eichberg et Jean Kemm - Wang-Ho
- 1931 : Salto mortale d'Ewald André Dupont - Grimby
- 1931 : Le Train des suicidés d'Edmond T. Gréville - Ezéchias Flypaper
- 1931 : L'Affaire de la clinique Ossola de René Jayet - moyen métrage -
- 1932 : Razzia de Jacques Séverac - Le marabout Sidi-Abbès
- 1932 : Criminel de Jack Forrester
- 1932 : Arrêtez-moi ! de Charles-Félix Tavano et Christian Matras - court métrage -
- 1932 : Les Ruines de Gallefontaine de Marco de Gastyne - court métrage -
- 1933 : Colomba de Jacques Séverac - Barricini
- 1934 : Sidonie Panache de Henry Wulschleger - film tourné en deux époques -
- 1934 : Un train dans la nuit de René Hervil
- 1934 : Chanson d'Ar-mor de Jean Epstein - court métrage - L'innocent
- 1935 : Golgotha de Julien Duvivier - Un Sanhidrite
- 1936 : Les Mutinés de l'Elseneur de Pierre Chenal - Larry
- 1936 : Les Réprouvés de Jacques Séverac - Le Syrien
- 1936 : La vie est à nous réalisation collective avec entre autres Jean Renoir, Jean-Paul Le Chanois, Jacques Becker...
- 1937 : L'Affaire Lafarge de Pierre Chenal - Un expert
- 1937 : Yoshiwara de Max Ophüls
- 1937 : Eau vive de Jean Epstein - court métrage -
- 1938 : Le Temps des cerises de Jean-Paul Le Chanois - Le paysan
- 1938 : Gibraltar de Fedor Ozep
- 1939 : Renaître de Jean Benoit-Lévy - moyen métrage - Le vieux Charles
- 1941 : La Duchesse de Langeais de Jacques de Baroncelli
- 1941 : Nous les gosses de Louis Daquin - Le mendiant
- 1942 : Le Bienfaiteur de Henri Decoin - Le docteur Pintard
- 1942 : Pontcarral, colonel d'Empire de Jean Delannoy - Le poseur de plaques
- 1943 : Malaria de Jean Gourguet - Kilouaki
- 1943 : Adémaï bandit d'honneur de Gilles Grangier
- 1943 : Le Colonel Chabert de René Le Hénaff
- 1944 : La Grande Meute de Jean de Limur
- 1944 : Le Père Goriot de Robert Vernay - Gobseck
- 1945 : Jéricho de Henri Calef
- 1945 : Son dernier rôle de Jean Gourguet
- 1946 : Nuits d'alerte de Léon Mathot
- 1946 : Le Capitan de Robert Vernay - film tourné en deux époques -
- 1946 : Patrie de Louis Daquin

## Théâtre
- 1945 : Un ami viendra ce soir d'Yvan Noé et Jacques Companeez, mise en scène Jean Wall, Théâtre de Paris

## Distinctions
- Croix de guerre 1914–1918 avec citation à l'ordre de la brigade.
- Médaille interalliée 1914-1918 (arrêté du 20 août 1935).